# 拓殖短期大学
拓殖短期大学（たくしょくたんきだいがく、英語: Takushoku Junior College）は、東京都文京区小日向3-4-14に本部を置いていた日本の私立大学である。1950年に設置され、2005年に廃止された。大学の略称は拓短。

## 概要

### 大学全体
- 東京都文京区小日向に所在した日本の私立短期大学で、設置主体は学校法人拓殖大学[1]。
- 国内で最初に認可された短期大学149校[注 1]の1校として、1950年に紅陵短期大学として2学科体制で開学した[2]。
- 後に学科増設により一時期は3学科体制をとるも、一部北海道拓殖短期大学に譲渡され、再び2学科体制となり、以後は増減なし。
- 2002年度の入学生を最後に[注釈 2]、短期大学としての使命を終える[3]。

### 建学の精神（校訓・理念・学是）
- 拓殖大学を参照。

### 教育および研究
- 拓殖短期大学に設けられていた学科の一つにはまず経営科がある。これは、企業経営に必要な専門科目を学ぶ学科で、会計・経営・情報管理などの専門実務系の科目が中心となっていた。貿易科は、全国の短大でも数少ない名称の学科で、国際取引の現場で活躍しうるための実務処理能力と語学力を養うことをねらいとした学科となっていた。カリキュラムは経営科と似通っている部分があったが、ビジネス英文ライティングが基本科目とされていた。

### 学風および特色
- 拓殖短期大学は、勤労の傍らで学業に勤しみ人々に対する大学教育を開放することの必要性から夜間部が設置されていた。
- 商学部と類似した学科が置かれていた。
- 当時、拓殖大学商学部において1・2年次が八王子キャンパス、3・4年次が文京キャンパスと学年配当によりキャンパスが異なるため移動しなければならなかった。一方、短期大学経営科・貿易科は商学部に類似した学科となっており、文京区にあったことから、短大で2年間学んだあと商学部3年次編入学すれば引き続き文京区で学ぶことができるというメリットを活用した学生も多かったらしい。

## 沿革
- 1949年
  - 10月 文部省[注釈 3]に短期大学[注 2]の設置認可に関する申請を行う[注 3]。なお、学科・専攻は以下の通りとなっている[注 4]。
    - 会計科第二部 入学定員80名
    - 経済科第二部 入学定員80名
    - 貿易科第二部 入学定員80名
    - 農学科第一部 入学定員120名
    - 農業経済科第一部  入学定員120名
    - 農業別科 入学定員50名
- 1950年
  - 3月14日 左記を以て短期大学の設置が文部省[注釈 3]より認可される[注 5]。
  - 4月1日 左記を以て紅陵短期大学が以下の学科体制にて開学する[注 6]。
    - 会計科第二部 入学定員80名→不認可
    - 経済科第二部→経営科第二部 入学定員80名
    - 貿易科第二部 入学定員80名
    - 農学科第一部入学定員120名→不認可
    - 農業経済科第一部  入学定員120名→不認可
    - 農業別科 入学定員50名→不認可
- 1952年
  - 4月1日 拓殖短期大学に改称。[注 7]
- 1953年
  - 4月1日 貿易科を群馬県邑楽郡小泉町[注 8]の群馬分校[注 9]に移転[注 10]
- 1954年
  - 5月1日 学生数[17]/定員
    - 経営科 227[注 11]/240
    - 貿易科 120[注 12]/160
- 1955年
  - 4月1日 以下の学科を増設する[注 13]
    - 農業経済科 入学定員80名
- 1957年
  - 群馬分校閉鎖に伴い文京区の本校に一本化。
- 1958年
  - 5月1日 学生数[19]/定員
    - 経営科 123[注 14]/240
    - 貿易科 17[注釈 4]/160　
    - 農業経済科 45[注釈 5]/80
- 1960年
  - 5月1日 学生数[20]/定員
    - 経営科 132[注釈 6]/240　
    - 貿易科 132[注釈 6]/160
    - 農業経済科 547[注釈 4]/160
- 1965年
  - 4月1日 以下の学科については、この年度で学生募集を最終とする[注 15]。
    - 農業経済科

  - 5月1日 学生数[23]/定員
    - 経営科 123[注釈 7]/240　
    - 貿易科 179[注釈 7]/160
    - 農業経済科 114[注釈 7]/160
- 1966年
  - 5月1日 学生数[24]/定員
    - 経営科 248[注 16]/240
    - 貿易科 139[注釈 7]/160
    - 農業経済科 65[注 17]/80
- 1968年
  - 3月31日 以下の学科・専攻については左記をもって正式に廃止とする[25]。
    - 農業経済科
- 1985年
  - 5月1日 学生数[26]/定員
    - 経営科 403[注釈 8]/240
    - 貿易科 236[注 18]/160
- 1986年
  - 5月1日 学生数[27]/定員
    - 経営科 304[注 19]/240
    - 貿易科 174[注 20]/160
- 1987年
  - 5月1日 学生数[28]/定員
    - 経営科 286[注釈 8]/240
    - 貿易科 192[注 21]/160
- 1992年
  - 5月1日 学生数[注 22]/定員
    - 経営科 301[注 23]/240
    - 貿易科 206[注 24]/160
- 1999年
  - 5月1日 学生数[31]/定員
    - 経営科 315[注 25]/240
    - 貿易科 197[注 26]/160
- 2002年
  - 4月1日 この年度で短期大学の学生募集を最終とする[注釈 2]。
- 2005年
  - 10月4日 左記をもって文部科学省より正式に廃止の認可が下りる[3]。

## 基礎データ

### 所在地
- 東京都文京区小日向3-4-14[注釈 1]

### 象徴
- 拓殖大学を参照[注 27]。

## 教育および研究

### 組織

#### 学科
- 経営科 入学定員120名[注釈 9]
- 貿易科 入学定員80名[注釈 9]

#### 専攻科
- なし

#### 別科
- なし

### 取得資格について
- 中学校教諭二級免許状（職業）[34]。

## 大学関係者と組織

### 大学関係者組織
- 拓殖短期大学には同窓会組織として拓殖大学と共通に拓殖大学学友会が組織されている。

### 大学関係者一覧
歴代学長
- 鈴木憲久 - 第2代学長（のち拓殖大学総長）
- 豊田悌助 - 第4代学長（のち拓殖大学学長、総長）
- 市古尚三
- 石沢芳次郎

#### 出身者
- 須藤元気 - 格闘家、政治家
- 妹尾ひでみ - 柔道家
- 佐藤素子 - 創価大学文学部人間学科准教授
- 中村昇 - 宗教家（中退）
- 川名和美 - 経営学者

## 施設

### キャンパス
- 拓殖大学文京キャンパス内に短大が置かれていた。但し、キャンパスは大学と共同使用。

### 寮
- なし。

## 対外関係

### 系列校
- 拓殖大学
- 拓殖大学北海道短期大学
- 拓殖大学の人物一覧

## 卒業後の進路について

### 就職について
- 在職者が多かったので、就職活動者はやや少なめだったが、一般企業や官公庁などに就職した人もいる。

### 編入学・進学実績
- 系列の拓殖大学以外では筑波大学、金沢大学、名古屋大学、早稲田大学、明治大学などへの編入学実績がある。